# Konföderation von Sluzk
Die Konföderation von Sluzk war eine Vereinigung von Vertretern des litauischen Teils von Polen-Litauen im Jahre 1767. Sie versammelten sich in Sluzk (heute in Belarus) und forderten gleiche Rechte für Orthodoxe und Protestanten wie sie Katholiken in der Adelsrepublik zustanden.

## Vorgeschichte
Die polnische Verfassung von 1717 diskriminierte alle Bewohner der Adelsrepublik, die nicht Katholiken waren. Sie durften keine Kirchen besitzen, keine Gottesdienste halten, ebenfalls konnten sie keine öffentlichen Ämter bekleiden und hatten kein Wahlrecht.
Seit ihrer Inthronisierung 1762 setzte sich die russische Zarin Katharina II. sehr für die Rechte der Orthodoxen in Polen-Litauen ein.
1766 appellierte sie an den Sejm, gleiche Rechte für alle nichtkatholischen Christen zu gewährleisten.
Nachdem diese Bitte abgelehnt worden war, schickte sie Truppen in den nordöstlichen Teil des Landes.
Der russische Botschafter in Warschau Nikolai Repnin regte den Adel in Litauen und Polnisch-Preußen an, sich zu Konföderationen zusammenzuschließen und ihre Forderungen zu formulieren.

## Konföderation von Sluzk
Am 20. März 1767 trafen sich im Dreifaltigkeitskloster in Sluzk reformierte (calvinistische) und orthodoxe Adlige, um ihre Vorstellungen zu beraten. Vorsitzender wurde der calvinistische General Jan Jerzy Grabowski. Ein weiterer wichtiger Teilnehmer war der einzige orthodoxe Bischof Polen-Litauens Georgi von Mogiljow.
Die Zarin schickte eine Armee mit 20.000 Soldaten zu ihrem Schutz. Die Versammelten hielten Kontakt zu den zeitgleich zusammengekommenen polnisch-preußischen Protestanten.
Der Konföderation von Sluzk schlossen sich auch einige griechisch-katholische und kritische römisch-katholische Adlige an.
Am 25. April überreichten die Teilnehmer ihre Forderungen an den polnischen König. Im Mai schlossen sich der Herzog und der Adel von Kurland dem Zusammenschluss an.

## Weitere Ereignisse
Im Juli bildete sich die Konföderation von Radom als Zusammenschluss römisch-katholischer Adliger, die die Forderungen von Sluzk und Thorn unterstützten. Am 5. Oktober begann der Sejm (Repnin-Sejm) sich mit den Forderungen zu befassen. Nach erheblichem Druck seitens des russischen Botschafters Repnin und der Präsenz russischer Truppen in Warschau wurde am 24. Februar 1768 in einem polnisch-russischen Vertrag die annähernde Gleichstellung der Nichtkatholiken in Polen-Litauen mit den Katholiken in Polen-Litauen festgeschrieben.
Als Protest gegen die Vereinbarung bildete sich die katholische Konföderation von Bar, die im Ergebnis zur Ersten Teilung Polens führte. Mehrere Historiker sind der Meinung, dass das Engagement Katharinas II. für die religiösen Minderheiten in Polen-Litauen ein hervorragendes Einfallstor war, um letztendlich ihre territorialpolitischen Interessen durchsetzen zu können.